# Gallicolumba platenae
Gallicolumba platenae là một loài chim trong họ Columbidae.